# Ветер с востока (фильм, 1940)
«Ветер с востока» — советский художественный фильм 1940 года режиссёра Абрама Роома.

## Сюжет
Конец 1930-х годов. Западная Украина под властью Польши. В селе Лентовня хозяйкой всем является помещица графиня Пшежинская. Прокладывая новую дорогу к своему замку, она отнимает у бедняка Хомы Габрыся последний клочок земли. Он в знак протеста уносит со своего поля два мешка земли, но даже этого нельзя делать бесправному украинцу — его штрафуют, и он попадает в ещё большую кабалу к польской графине. Тем временем в Лентовню приезжает молодая учительница Ганна, сама шляхетского рода, очень религиозная. Она, видя несправедливость панов по отношению к крестьянам, начинает избавляться от своих дворянских и религиозных иллюзий. Ганна начинает помогать подпольщику-большевику Андрею в борьбе с польскими панами.

Фильм по сценарию Ванды Василевской — пропагандистское и мастеровитое сопровождение похода Красной армии на Западную Украину. Заканчивается он бунтом украинцев и даже простых польских солдат против режима, втравившего их в войну, и явлением советских танков.— Коммерсантъ, 2015 год

## В ролях
- Амвросий Бучма — Хома Габрысь
- Татьяна Кондракова — Ганна, учительница
- Валентина Бжеская — жена Хомы
- Юрий Островой — Валик
- Борис Авшаров — Василь
- Ольга Жизнева — Янина Пшежинская
- Ростислав Плятт — Матеуш, управляющий
- Сергей Мартинсон — Стефан
- Евгений Курило — Андрей
- Стефа Стадникивна — Марийка
- Орест Слипенький — Яков
- Петр Сорока — Иван, брат Хомы
- Л. Сердюкова — Магда
- В. Рачка — Юзеф
- Иосиф Стадник — Дубчак